# 李進才
李进才（?—1934年7月）字捷三，直隶省青县司马庄人，清朝及中华民国军事将领。

## 生平
李进才曾任清朝直隶大名镇总兵。中华民国成立后，李进才补授陆军中将。李进才曾将俸银赈济灾民，获得民众赠与的感德匾、万民伞。拱卫军总司令段芝贵因南下迎接黎元洪来北京就任副总统，即由拱卫军中路统领李进才升任拱卫军总司令，中路统领由李鸿举接任。1915年袁世凯称帝，李进才拒绝担任拱卫军总司令，同年又获封一等男爵，但他仍拒绝封爵。后来，他曾任陸軍第十三師師長。1920年，他获将军府将军。后来，他寓居青县北街。
1934年7月，李进才在青县病逝。